# John Cordts
John Cordts (* 23. Juli 1935 in Hamburg) ist ein ehemaliger kanadischer Autorennfahrer.

## Karriere
John Cordts hatte Mitte der 1960er-Jahre einigen Erfolg bei Sportwagenrennen in seinem Heimatland Kanada. Auch im Monoposto konnte er zählbare Ergebnisse vorweisen. 1966 wurde er Fünfter beim Player’s 200 in Mosport auf einem McLaren M2B. Zwischen 1968 und 1974 fuhr Cordts regelmäßig in der CanAm-Serie. Seine beste Platzierung war der zweite Rang beim Rennen in Elkhart Lake 1974.
Einmal war Cordts auch in der Formel 1 am Start. 1969 fuhr er einen Brabham BT23B beim Großen Preis von Kanada in Mosport. Nach einem Leck im Öltank musste er das Rennen vorzeitig beenden.
John Cordts kam in Deutschland zur Welt und emigrierte 1937 mit seinen Eltern nach Schweden. In den 1950er-Jahren zog er mit seiner Frau und seinem Sohn nach Kanada, wo er später die kanadische Staatsbürgerschaft erlangte. Nach der Scheidung ging seine Ex-Frau Inga-Britt mit den inzwischen drei Kindern zurück nach Schweden.

## Statistik

### Sebring-Ergebnisse
| Jahr | Team                    | Fahrzeug           | Teamkollege  | Platzierung | Ausfallgrund |
| ---- | ----------------------- | ------------------ | ------------ | ----------- | ------------ |
| 1971 | B. F. Goodrich Tire Co. | Chevrolet Camaro   | Don Pike     | Ausgefallen | Differential |
| 1972 | John Greenwood Racing   | Chevrolet Corvette | Donald Yenko | Rang 24     |              |

### Einzelergebnisse in der Sportwagen-Weltmeisterschaft
| Saison | Team                 | Rennwagen                         | 1   | 2   | 3   | 4   | 5   | 6   | 7   | 8   | 9   | 10  | 11  |
| ------ | -------------------- | --------------------------------- | --- | --- | --- | --- | --- | --- | --- | --- | --- | --- | --- |
| 1971   | Goodrich Corporation | Pontiac Firebird Chevrolet Camaro | BUA | DAY | SEB | BRH | MON | SPA | TAR | NÜR | LEM | ZEL | WAT |
| 1971   | Goodrich Corporation | Pontiac Firebird Chevrolet Camaro |     | DNF | DNF |     |     |     |     |     |     |     |     |
| 1972   | Greenwood Racing     | Chevrolet Corvette                | BUA | DAY | SEB | BRH | MON | SPA | TAR | NÜR | LEM | ZEL | WAT |
| 1972   | Greenwood Racing     | Chevrolet Corvette                |     | DNF | 24  |     |     |     |     |     |     |     |     |